# Viridasiidae
Viridasiidae Lehtinen, 1967 è una famiglia di ragni appartenente all'infraordine Araneomorphae.

## Caratteristiche
I ragni appartenenti a questa famiglia posseggono due sinapomorfie che possono definirsi uniche e che ne consentono la distinzione dalle altre famiglie nell'ambito dei Lycosoidea:
- il processo tegolare presente alla base del conductor (carattere 41)
- la presenza di una parte pendula nell'embolus (carattere 49)[1].

## Distribuzione
I 2 generi sono stati rinvenuti in Madagascar e nelle isole Comore: una sola specie, la Vulsor occidentalis è stata reperita in Brasile. Data la lontananza fra gli areali, è probabile che successivi studi modificheranno l'appartenenza di questa specie ad altro genere.

## Tassonomia
In origine attribuiti alla famiglia Ctenidae, sottofamiglia Viridasiinae, questi due generi sono stati considerati da Lehtinen "un gruppo chiuso di ragni cribellati attribuibili alla superfamiglia Lycosoidea. Nel 2003 sono stati posti in un clade a parte degli Ctenidae dall'aracnologa Diana Silva-Dávila.
A seguito di un lavoro degli aracnologi Polotow, Carmichael e Griswold del 2015, che ha analizzato esemplari di entrambi i generi, sono state individuate caratteristiche tali da escluderne l'appartenenza alle Ctenidae e consentire che la sottofamiglia assurga al rango di famiglia.
Attualmente, a novembre 2020, si compone di 2 generi e 7 specie:
- Viridasius Simon, 1889 - Madagascar
- Vulsor Simon, 1889 - Madagascar, isole Comore, Brasile